# Parabrontopodus
Parabrontopodus es un género de icnotaxón que fue nombrado inicialmente por Lockley et al. en 1994, y fue asignada a Sauropoda por Lockley et al. en 2002 y Niedzwiedzki y Pienkowski en 2004. Se conocen varias especies por medio de sus huellas que se caracterizan por la asociación del par de impresiones dejadas por la mano y por el pie. La asignación a una familia específica es por ahora compleja, pero en la mayoría de los casos fueron considerados como diplodócidos y animales similares. La razón es que sus rastros dejados son grandes, pero en proporción al tamaño, a partir de animales, es muy ligero ya que su profundidad es poca.   
Farlow en 1992 había dado un criterio para clasificar a los rastros de saurópodos. Distingue los rastros anchos como Brontopodus (Farlow et al., 1989); y de pista estrecha a las que las relacionaba con Breviparopus (Dutuit et al., 1980 cf. Farlow, 1992). Como las pistas de Parabrontopodus es 1:5, Lockley las consideraba estrechas.

## Especies reconocidas
- P. mcintoshi

Fue erigido sobre la base de pistas fósiles abundantes en el sitio de Purgatorie al sureste de Colorado, Estados Unidos, aunque el holotipo es un par de manos y pies (CU-CTM 190-5). La huella  mide 91 cm. La especie tipo es considerada como realizada por un Diplodocidae.
- P. distercii

Nombrada por Meijide-Fuentes et al. (1999). Un rastro encontrado en el yacimiento de Salgar de Sillas (Soria, España). La longitud media de los pies es de 148,5 cm, siendo pie el más grande con 165 cm siendo una de las mayores huellas conocidas. Se comenta que la forma de las huellas es el producto de la erosión del substrato de una zona especialmente compactada debido a la enorme presión ejercida sobre la misma por la masa del animal.

## Descubrimientos relacionados conParabrontopodus

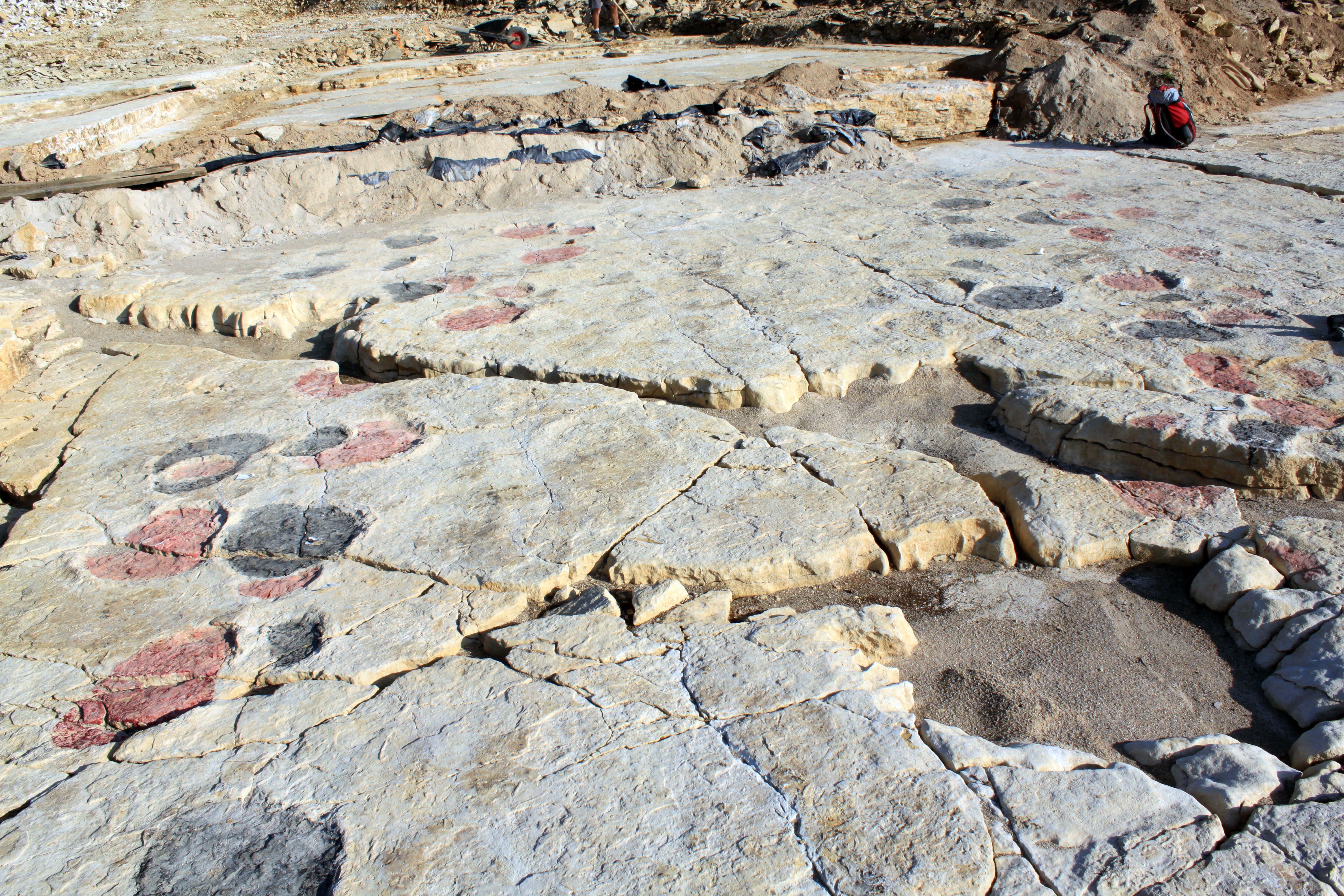
Huellas en Suiza.

- Francia, Córcega, (Jurásico tardío, Titoniense). En este lugar en abril de 2004 se descubrió los restos y también de otros dinosaurios como terópodos.[3]

- Italia, en la región de los Dolomitas, Lavini di Marco, (Jurásico). Estos son probablemente de ornitópodos. Los restos que se atribuyeron a Parabrontopodus porque tienen pistas similares. El tamaño es de 45-50 cm.

- Portugal, cerca de Avelino (Kimmeridgiense, Titoniense, más tarde Jurásico). En un sendero se encontró cinco marcas, en las otras capas de roca en la zona, también hay huellas aisladas, que están mal conservadas.

- Suiza, montañas del Jura, Formación Reuchenette de mediados del Kimmeridgiense (Jurásico). Son 17 huellas de Parabrontopodus descubiertos en 2002. Están cubiertos por lo menos seis capas con un espesor total de un metro. En el verano de 2005 encontró las huellas fósiles más pequeñas repartidas en un rastro aproximadamente de 2 metros. Las huellas individuales tienen una longitud de 20 cm y una anchura de 13,5 cm. El animal probablemente se encontraba todavía en el primer año de vida.

- España, provincia de La Rioja, formación Encisco (Cretácico inferior, Neocomiano). No hay más detalles disponibles.

- Chile, descubierta en la formación Termas del Flaco VI región del país, la datación se estima en el Titoniense (Jurásico Superior). Los rastros pequeños fueron nombrados como Parabrontopodus frenkii por Casamiquela y Fasola en 1968. Es uno de los casos que fue considerado como un titanosauriano ya que diferencia de éstos, sus extremidades estaban menos separadas entre sí, dejando un rastro de huellas muy juntas. El descubrimiento antes era nombrado como Iguanodonichnus frenkii.